# قلق في الحضارة
قلق في الحضارة هو كتاب شهير لعالم النفس النمساوي سيجموند فرويد طبق فيه نظريات علمه على الظواهر الحضارية المختلفة كالزواج واختراع الآلات وافتقاد السعادة (..) ويعد هذ الكتاب تواصلا مع كتابه مستقبل وهم الذي طبق فيه نفس الخطة على الدين.
يبرز في هذا العمل الروح النقدي الدقيق لفرويد فهو يعيد النظر في كل بديهيات الحضارة متبعا منهج ديكارت الفلسفي في الشك وعن طريق هذا العمل يقنع فرويد العالم أن علم النفس قادر أن يفسر كل ما يدور في حياة الإنسان.
ترجم هذا الكتاب إلى العربية المفكر جورج طرابيشي عن الترجمة الفرنسية وهو الذي يقول أن السؤال الذي يحاول فرويد أن يجيب عليه في هذا الكتاب هو «لماذا لا يحظى الإنسان بالسعادة التي ينشدها مهما قارب أن يكون الها؟».
ان النتيجة التي نخرج بها من هذا الكتاب هي مقولة فرويد: «ان الشعور بالذنب هو السبب الرئيس لتطور الحضارة.»

## روابط
- النسخة المترجمه من الكتاب